# Псалом 106
Сто шесто́й псало́м — благодарственный псалом, 106-й псалом из книги Псалтирь (в масоретской нумерации — 107-й). Является начальным из псалмов 106—150 пятой (завершающей) части Псалтири. Псалом подвергнут художественной обработке, при которой каждая строфа имеет рефрен, представляя собой хоровую песню.
Благодарственная песнь Богу за сбор евреев из рассеяния среди иных народов и возвращение из вавилонского плена. Псалом написан ещё до восстановления Храма. Имя автора неизвестно.
Бог собрал евреев со всех концов света, и возвратил их домой (стихи 2—7). За искреннее раскаяние Бог освободил евреев из плена (стихи 9—14). Раскаяние евреев перед Богом спасло их (стихи 16—20). Пребывание в плену походило на состояние моряков во время шторма, когда волны угрожают затопить корабль и погубить всех на нём, но по милости Божией шторм стих и они пристают к берегу (стихи 23—30). Прежде опустошённая, теперь страна снова заселяется и обустраивается, евреи размножаются, а враги гибнут (стихи 33—43).

## Текст
Псалмы 104—106 написаны одним автором. В 104-м псалме описываются чудеса Божии, в 105-м псалме перечисляются грехи евреев и различные наказания за грехи, в 106-м псалме псалмопевец призывает народ к благодарению Бога за Его милость. В 106-м псалме четырежды повторён стих «да славят Господа за милость Его и за чудные дела Его для сынов человеческих» (стихи 8, 15, 21, 31), а также четырежды повторён стих «но воззвали к Господу в скорби своей, и Он избавил их от бедствий их» (стихи 6, 13, 19, 28).
В 106-м псалме возможно выделить четыре части (стихи 4—9, 10—16, 17—22, 23—32), композиционно выстроенные по единому образцу, страдания как наказание за грех, мольбы о спасении и спасение. Автор стремился внушить мысль о необходимости повиноваться Богу и возносить Ему хвалу. Слово «милость» употреблено в стихах 1, 8, 15, 21, 31, 43.
| Надписание Аллилуия. Введение Славьте Господа, ибо Он благ, ибо вовек милость Его! Так да скажут избавленные Господом, которых избавил Он от руки врага, И собрал от стран, от востока и запада, от севера и моря. Спасение растерявшихся Они блуждали в пустыне по безлюдному пути и не находили населённого города; Терпели голод и жажду, душа их истаевала в них. Но воззвали к Господу в скорби своей, и Он избавил их от бедствий их, И повёл их прямым путём, чтобы они шли к населённому городу. Да славят Господа за милость Его и за чудные дела Его для сынов человеческих: Ибо Он насытил душу жаждущую и душу алчущую исполнил благами. Освобождение из плена Они сидели во тьме и тени смертной, окованные скорбью и железом; Ибо не покорялись словам Божиим и небрегли о воле Всевышнего. Он смирил сердце их работами; они преткнулись, и не было помогающего. Но воззвали к Господу в скорби своей, и Он спас их от бедствий их; Вывел их из тьмы и тени смертной, и расторгнул узы их. Да славят Господа за милость Его и за чудные дела Его для сынов человеческих: Ибо Он сокрушил врата медные и вереи железные сломил. Исцеление от болезни Безрассудные страдали за беззаконные пути свои и за неправды свои; От всякой пищи отвращалась душа их, и они приближались ко вратам смерти. Но воззвали к Господу в скорби своей, и Он спас их от бедствий их; Послал слово Своё и исцелил их, и избавил их от могил их. Да славят Господа за милость Его и за чудные дела Его для сынов человеческих! Да приносят Ему жертву хвалы и да возвещают о делах Его с пением! Избавление от войны Отправляющиеся на кораблях в море, производящие дела на больших водах, Видят дела Господа и чудеса Его в пучине: Он речёт, и восстанет бурный ветер и высоко поднимает волны его: Восходят до небес, нисходят до бездны; душа их истаевает в бедствии; Они кружатся и шатаются, как пьяные, и вся мудрость их исчезает. Но воззвали к Господу в скорби своей, и Он вывел их из бедствия их. Он превращает бурю в тишину, и волны умолкают. И веселятся, что они утихли, и Он приводит их к желаемой пристани. Да славят Господа за милость Его и за чудные дела Его для сынов человеческих! Да превозносят Его в собрании народном и да славят Его в сонме старейшин! Благодать Божия Он превращает реки в пустыню и источники вод в сушу, Землю плодородную в солончатую, за нечестие живущих на ней. Он превращает пустыню в озеро, и землю иссохшую в источники вод; И поселяет там алчущих, и они строят город для обитания; Засевают поля, насаждают виноградники, которые приносят им обильные плоды. Он благословляет их, и они весьма размножаются, и скота их не умаляет. Уменьшились они и упали от угнетения, бедствия и скорби, Он изливает бесчестие на князей и оставляет их блуждать в пустыне, где нет путей. Бедного же извлекает из бедствия и умножает род его, как стада овец. Праведники видят сие и радуются, а всякое нечестие заграждает уста свои. Кто мудр, тот заметит сие и уразумеет милость Господа. |

## Толкование

### Христианская традиция
Феодорит Кирский полагал, что «большая часть сего пророчества более относится к нам [христианам], нежели к иудеям». Также считал Евфимий Зигабен, что «это разумеется о христианах, которые, по словам Афанасия и Евсевия, уверовали во Христа и которые собрались в Церковь Христову из всех народов, хотя иудеи напротив говорят, что сей псалом должно разуметь о тех евреях, которые освободились из плена вавилонского».
Уильям Макдональд полагал, что христиане также, как иудеи, проходят четыре стадии — согрешение, наказание, раскаяние, спасение, наподобие притчи о блудном сыне. В 106-м псалме Божие спасение описано четырьмя видами — блуждание в пустыне, освобождение узников, исцеление болеющих, избавление от шторма. Псалом поделён на следующие темы:
1. Введение (стихи 1—3) — призыв славить Бога.
2. Спасение заблудившихся в пустыне (стихи 4—9) — христиане должны славить Бога за Его милость, подобно 40-летнему блужданию евреев в пустыне, но обратившихся к Богу и Он ввёл их в Землю обетованную.
3. Освобождение из темницы (стихи 10—16) — 70-летнее пребывание в вавилонском плену, но обратившихся к Богу и Он возвратил их в Землю обетованную.
4. Исцеление от болезни (стихи 17—22) — духовная болезнь евреев, не принявших Иисуса Христа, а та небольшая часть, которая приняла Его, исцелилась.
5. Избавление от шторма (стихи 23—32) — «буря» символизирует период Великой скорби, «море» символизирует беспокойные языческие народы, «моряки» — это христиане. Верующие взывают к Иисусу Христу, и Он возвращается на землю, чтобы учредить Своё царство.

Палладий (Пьянков) заметил, что надписания «аллилуйя» нет в еврейской и в некоторых изданиях греческой Псалтири.
106:3 «и собрал от стран, от востока и запада, от севера и моря», Иоанн Златоуст толковал: «Мы не видим, чтобы это исполнилось на иудеях, они по всей вселенной живут рассеянно; Церковь же из язычников Господь призвал и собрал во всех пределах вселенной, восточных и западных, северных и южных, и такие собрания можно видеть повсюду на суше и на море».
106:18 «от всякой пищи отвращалась душа их, и они приближались ко вратам смерти», речь идёт о физической болезни.
106:22 «да приносят Ему жертву хвалы и да возвещают о делах Его с пением», стих указывает на использование псалма в богослужении.
106:43 «кто мудр, тот заметит сие и уразумеет милость Господа» сравнивают со стихом «открой очи мои, и увижу чудеса закона Твоего» (Пс. 118:18).

### Иудейская традиция
В талмудическом иудаизме 106-й псалом послужил источником сочинения благодарственной молитвы «Биркат ха-гомель» о проявлении милости Божией в жизни отдельного еврея. Эта молитва относится к особой группе благословений при избавлении от угрожавшей смертельной опасности (ברכת ההוראה‎). Раввины толковали 106-й псалом, указывая на упомянутые в псалме четыре случая благодарности Богу за спасение:
- после избавления от опасности во время путешествия по пустыне (стихи 4—9);
- после освобождения из тюрьмы (стихи 10—16);
- после выздоровления от тяжёлой болезни (стихи 17—22);
- после избавления от опасностей морского путешествия (стихи 23—31).

Пережившие вышеуказанные беды благодарят Бога публично в общине. Еврей, будучи вызванным к зачитыванию свитка Торы, если он был в путешествии, то после чтения произносит «Благословен Ты, Господи, Бог наш, Царь Вечный, Воздающий благом грешникам, за то, что воздал Ты и мне благом также», а община отвечает «аминь, пусть Тот, Который воздал тебе благом, и в дальнейшем воздаёт тебе благом». Ныне, после авиаперелёта также произносят эту молитву посреди общины.

## Богослужебное использование
Католицизм
По уставу святого Бенедикта 106-й псалом поют на вечерни субботы.
Православие
Целиком 106-й псалом поют при чине освящения корабля (или лодки), во время Великого поста, в среду Страстной седмицы, при чтении Псалтири от недели Антипасхи до отдания Воздвижения Креста, после отдания Воздвижения Креста, до отдания праздника Богоявления, в праздник Благовещения Пресвятой Богородицы. Отдельные стихи псалма поют по разным случаям.
Иудаизм
Отдельные стихи 106-го псалма произносят, сидя в сукке на празднике Суккот, а также в молитве о пленённых и заложниках, которую зачитывают на утреннем субботнем богослужении.
106:17—20 зачитывают перед совершением каббалистического обряда «Капарот».